# Gastrotheca ossilaginis
Gastrotheca ossilaginis és una espècie de granota de la família del hemipràctids. Va ser descrit el 2005 per Duellman i Veneguas.
Només se l'ha observat a dues localits a una altitud de 3000 a 3100 m a les proximitats de la Laguna Cóndor a la part nord de la serralada central al nord del Perú.